# Schulenberg im Oberharz
Schulenberg im Oberharz là một thị xã ở huyện Goslar trong bang Niedersachsen, Đức. Đô thị này có diện tích 1,75 km².